# Rock Montreal
Queen Rock Montreal är ett livealbum av det engelska bandet Queen. Skivan släpptes 2007 som en dubbel-CD, och en trippelvinyl.
Skivan spelades in i Montréal i Québec, Kanada, på Forum de Montréal den 24 och 25 november 1981, exakt tio år innan sångaren i bandet Freddie Mercury dog av en följdsjukdom till AIDS.
Queen spelade Under Pressure live för första gången under de två konserterna.

## Låtlista

### Skiva ett
1. Intro (Taylor) - 1:59
2. We Will Rock You (May) - 3:06
3. Let Me Entertain You (Mercury) - 2:48
4. Play the Game (Mercury) - 3:57
5. Somebody to Love (Mercury) - 7:53
6. Killer Queen (Mercury) - 1:59
7. I'm in Love With My Car (Taylor) - 2:03
8. Get Down, Make Love (Mercury) - 4:45
9. Save Me (May) - 4:14
10. Now I'm Here (May) - 5:31
11. Dragon Attack (May) - 3:11
12. Now I'm Here (Reprise) (May) - 1:53
13. Love of My Life (Mercury) - 3:56

### Skiva två
1. Under Pressure (Queen/Bowie) - 3:50
2. Keep Yourself Alive (May) - 3:29
3. Drum and Tympani Solo (Taylor) - 3:00
4. Guitar Solo (May) - 5:11
5. Flash (May) * - 2:11
6. The Hero (May) * - 1:51
7. Crazy Little Thing Called Love (Mercury) - 4:15
8. Jailhouse Rock (Leiber/Stoller) - 2:32
9. Bohemian Rhapsody (Mercury) - 5:28
10. Tie Your Mother Down (May) - 3:52
11. Another One Bites the Dust (Deacon) - 4:00
12. Sheer Heart Attack (Taylor) - 3:53
13. We Will Rock You (May) - 2:09
14. We Are the Champions (Mercury) - 3:27
15. God Save the Queen (tape) (arr. May) - 1:27

* tidigare osläppt

## Medverkande artister
- Freddie Mercury – sång, piano, akustisk gitarr i Crazy Little Thing Called Love
- Brian May – gitarr, sång, piano i  Save Me och Flash, synth i Flash
- Roger Taylor – tummor, sång
- John Deacon – bas
- Joshua J. Macrae - mixproducent
- Justin Shirley-Smith – mixproducent
- Kris Fredriksson – pro tools hd
- Reinhold Mack– inspelning
- Kevin Metcalfe – redigering
- Richard Gray – design